# Marc Perrodon
Marc Perrodon   (Vendôme, 31 d'agost de 1878 - Beauvais, 22 de febrer de 1939) de nom complet Marc Marie Jean Perrodon, va ser un tirador d'esgrima francès que va competir a començaments del segle xx. Especialista en sabre, va prendre part en tres edicions dels Jocs Olímpics. El 1908, a Londres, va disputar dues proves del programa d'esgrima. En la prova de sabre per equips finalitzà en quarta posició, mentre en el sabre individual quedà eliminat en sèries.
El 1920, a Anvers, tornà a disputar dues proves del programa d'esgrima. Guanyà la medalla de plata en la prova de sabre per equips, mentre en el sabre individual quedà eliminat en sèries. La seva darrera participació en uns Jocs fou a París, el 1924. En les dues proves que disputà del programa d'esgrima, sabre per equips i sabre individual quedà eliminat en sèries.